# 王家崖水库
王家崖水库是中国陕西省宝鸡市境内的一座水库，位于阡河上，建于1962年。水库正常库容为7800万立方米，集雨面积为3288平方千米，海拔为598米。